# 우치노 타카아키
우치노 타카아키는 일본의 남자 성우이다.